# Electric Zoo
Pour les articles homonymes, voir EZF.
Electric Zoo est un événement annuel de musique électronique ayant lieu sur Randall's Island à New York durant le week-end du Labor Day. Il est créé en 2009 et cinq ans plus tard une édition de ce festival débute à Mexico durant le mois de mai. 

## Histoire
La première édition a lieu en 2009 avec Armin van Buuren comme principal DJ. Comme beaucoup de festivals EDM, les spectateurs viennent déguisés ou peinturlurés. Jusqu'à 2010, le festival dure deux jours, puis trois par la suite. En 2011, le festival voit un tout jeune DJ suédois, Alesso faire son set juste avant Tiësto et Armin van Buuren. Le festival atteint alors une centaine de sets.
En 2013, deux spectateurs trouvent la mort d'une overdose de drogue durant le festival. Les autorités de la ville font annuler le dernier jour de représentations. Peu de temps après, l'entreprise organisatrice du festival, Made Event, se voit rachetée par SFX Entertainment.  L'année suivante, les mesures anti-drogue sont nettement renforcées, avec fouilles complètes, mais trois heures pour accéder au festival. Avec six scènes, dont une « Vinyl Only », et 140 sets de prévus, la programmation reste éclectique, couvrant de nombreux courants de la musique électronique et de la techno. Certaines têtes d'affiche mondiales sont présentes, telles David Guetta, Skrillex, Diplo, Ummet Ozcan ou Armin Van Buuren, ce dernier revenant tous les ans. Mais alors que des températures élevées sont attendues, le dernier jour du festival est une fois de plus annulé, cette fois-ci en raison des conditions orageuses extrêmes.
Malgré deux années désastreuses  à l'« organisation chaotique » où le festival est obligé d'annuler les dernières journées, celui-ci reste un événement majeur de la musique électronique aux États-Unis. Surnommée « Electric Zoo: Transformed », l'édition 2015 se déroule sans problème, sur les trois jours prévus : la presse souligne que l'ensemble de l'organisation s'est nettement améliorée ainsi que la mise en scène et les décors : l'expérience d'ID&T, racheté récemment par SFX et déjà organisateur de Tomorrowland ou Sensation, est bénéfique. Alesso qui clôture le dernier jour, Above and Beyond, ou The Chemical Brothers participent, entre autres, à l'édition américaine de 2015. L'édition de septembre de l'année suivante, nommée « Electric Zoo : Wild Island », se compose d'une centaine de disc-jockeys répartis sur de multiples scènes dont celle de Ants, équipe émanant de l'Ushuaïa Ibiza. The Chainsmokers, Tiësto ou Hardwell sont à l'affiche.

### Source
- « Le guide des festivals », DJ Mag, vol. Hors série Été 2016, no 2 H,‎ 2016 (ISSN 2271-006X)